# Billy Higgins (batteur)
Pour les articles homonymes, voir Billy Higgins.
Billy Higgins, né le 11 octobre 1936 et mort le 3 mai 2001, était un batteur américain.

## Biographie
Billy Higgins était un batteur de jazz. Il s'illustre principalement dans le hard bop et le free jazz.
Né en Californie, le 11 octobre 1936 dans une famille musicienne, il grandit à Watts, le quartier noir de Los Angeles. Un ami batteur lui donne envie de le devenir. Le milieu y est propice : à douze ans, il joue dans les orchestres de rhythm and blues (Amos Milburn, Bo Diddley, Jimmy Witherspoon), puis tourne avec les Jazz Messiah dirigés par Don Cherry et George Newman, travaille à l'occasion avec James Clay, Walter Benton, Dexter Gordon, Carl Perkins, Leroy Vinnegar, Slim Gaillard, entre autres - puis c'est la rencontre avec Ornette Coleman en 1958. Pendant les années 1960, il est l'un des batteurs attitrés du label Blue Note, pour lequel il participe à l'élaboration de dizaines d'albums. Il joue avec les plus grands de son temps : Donald Byrd, Dexter Gordon, Joe Henderson, Herbie Hancock, Milt Jackson, Jackie McLean, Pat Metheny, Hank Mobley, Thelonious Monk, Lee Morgan, David Murray, Art Pepper, Sonny Rollins, Mal Waldron, Cedar Walton, entre autres. Batteur prolixe, il participe à la création de 700 albums, même dans le rock ou la funk. En 1989, il cofonde The World Stage (« la scène du monde » en français) à Los Angeles, pour promouvoir la révélation de jeunes musiciens de jazz. Il participa également à la mise en place du programme d'étude de jazz à l'Université de Californie, à Los Angeles.

### Vie privée
Marié à Mauricina Altier Higgins, avec laquelle il eut cinq enfants, il finit par divorcer. Âgé de 64 ans, il meurt en 2001 d'une insuffisance rénale et hépatique.

## Discographie

### Leader
- 1979 : Soweto (Red Records)
- 1979 : The Soldier (Timeless Records)
- 1980 : Bridgework (Fantasy/Contemporary)
- 1984 : Mr. Billy Higgins (Evidence)
- 1985 : Essence (DMP)
- 1994 : 3/4 For Peace (Red)
- 1995 : Once More (Red)
- 1997 : Billy Higgins Quintet (Evidence)
- 2001 : The Best of Summer Nights at Moca (Exodus)

### Sideman
Avec Sandy Bull
- Fantasias for Guitar and Banjo (en) (Vanguard, 1963)
- Inventions (en) (Vanguard, 1965)

Avec Donald Byrd
- Royal Flush (Blue Note, 1961)
- Free Form (Blue Note, 1962)
- Blackjack (en) (Blue Note, 1967)
- Slow Drag (Blue Note, 1967)

Avec Joe Castro
- Groove Funk Soul! (1958)

Avec Don Cherry
- Brown Rice (EMI, 1975)
- Art Deco (A&M, 1988)

Avec Sonny Clark
- Leapin' and Lopin' (Blue Note, 1961)

Avec Ornette Coleman
- Something Else!!!! (Contemporary, 1958)
- The Shape of Jazz to Come (Atlantic, 1959)
- Change of the Century (Atlantic, 1959)
- The Art of the Improvisers (Atlantic, 1959)
- Twins (Atlantic, 1961)
- Science Fiction (Columbia, 1971)

Avec John Coltrane
- Like Sonny (Roulette, 1960)

Avec Bill Cosby
- Hello, Friend: To Ennis With Love (Verve, 1997)

Avec Booker Ervin
- Tex Book Tenor (Blue Note, 1968)

Avec Stan Getz
- The Cal Tjader-Stan Getz Sextet (Fantasy, 1958)

Avec Dexter Gordon
- Go (en) (Blue Note, 1962)
- Clubhouse (en) (Blue Note, 1965 - réalisé 1979)
- Gettin' Around (Blue Note, 1965)
- The Other Side of Round Midnight (Blue Note, 1985)

Avec Grant Green
- First Session (Blue Note, 1961)
- Goin' West (Blue Note, 1962)
- Feelin' the Spirit (Blue Note, 1962)

Avec Charlie Haden
- Quartet West (Verve, 1986)
- Silence (Soul Note, 1987)
- First Song (Soul Note, 1990 [1992])

Avec Herbie Hancock
- Takin' Off (Blue Note, 1962)
- Round Midnight (Columbia, 1985)

Avec Andrew Hill
- Dance with Death (Blue Note, 1968 - sorti en 1980)

Avec Freddie Hubbard
- Bolivia (en) (Music Master, 1991)

Avec Bobby Hutcherson
- Stick-Up (Blue Note, 1969)
- Solo / Quartet (Contemporary, 1982)

Avec Clifford Jordan
- Glass Bead Game (1973, 2 vols.; ressorti en 2006 sous le titre Glass Bead Games)

Avec Steve Lacy
- Evidence (en) (1962) avec Don Cherry

Avec Charles Lloyd
- Acoustic Masters I (Atlantic, 1993)
- Voice in the Night (ECM, 1999)
- The Water Is Wide (ECM, 2000)
- Hyperion with Higgins (ECM, 2001, released posthumously)
- Which Way Is East (ECM, 2004, released posthumously)

Avec Jackie McLean
- A Fickle Sonance (Blue Note, 1961)
- Action Action Action (Blue Note, 1964)
- Consequence (en) (Blue Note, 1965 [2005])
- New and Old Gospel (Blue Note, 1967)

Avec Pat Metheny
- Rejoicing (1983)

Avec Blue Mitchell
- Bring It Home to Me (1966)

Avec Hank Mobley
- The Turnaround (Blue Note, 1965)
- Dippin' (Blue Note, 1965)
- A Caddy for Daddy (Blue Note, 1965)
- A Slice of the Top (Blue Note, 1966 [1979])
- Hi Voltage (Blue Note, 1967)
- Reach Out! (Blue Note, 1968)
- Breakthrough! (Muse, 1972) avec Cedar Walton
- Straight No Filter (Blue Note, 1964-66 [1980])

Avec Thelonious Monk
- Thelonious Monk at the Blackhawk (Riverside, 1960)

Avec Lee Morgan
- The Sidewinder (Blue Note, 1963)
- Search for the New Land (Blue Note, 1964)
- The Rumproller (Blue Note, 1965)
- The Gigolo (Blue Note, 1965)
- Cornbread (Blue Note, 1965)
- Infinity (Blue Note, 1965 [1980])
- Delightfulee (Blue Note, 1966)
- Charisma (en) (Blue Note, 1966)
- The Rajah (Blue Note, 1966 [1984])
- Standards (en) (Blue Note, 1967, [1998])
- Sonic Boom (Blue Note, 1967 [1979])
- The Procrastinator (Blue Note, 1967 [1978])
- Taru (Blue Note, 1968 [1980])
- Caramba! (Blue Note, 1968)

Avec David Murray
- Live at Sweet Basil Volume 1 (Black Saint, 1984)
- Live at Sweet Basil Volume 2 (Black Saint, 1984)

Avec Horace Parlan
- Happy Frame of Mind (Blue Note, 1963)

Avec Art Pepper
- Landscape (Galaxy, 1979)
- Straight Life (Galaxy, 1979)

Avec Dave Pike
- It's Time For Dave Pike (1961)

Avec Jimmy Raney
- The Influence (Xanadu, 1975)

Avec Joshua Redman
- Wish (en) (1993)

Avec Sonny Rollins
- Our Man in Jazz (RCA Victor, 1965)
- There Will Never Be Another You (enregistré 1965, réalisé 1978)

Avec John Scofield
- Works for Me (Verve, 2000)

Avec Archie Shepp
- Attica Blues (Impulse!, 1972)

Avec Sun Ra
- Somewhere Else (Rounder, 1988–89)
- Blue Delight (A&M, 1989)

Avec Cecil Taylor
- Jumpin' Punkins (Candid, 1961)
- New York City R&B (Candid, 1961)

Avec Bobby Timmons
- Soul Food (en) (Prestige, 1966)
- Got to Get It! (Milestone, 1967)

Avec Mal Waldron
- Up Popped the Devil (Enja, 1973)
- One Entrance, Many Exits (Palo Alto, 1982)

Avec Don Wilkerson
- The Texas Twister (1960)
- Preach Brother! (1962)

Avec Jack Wilson (en)
- Easterly Winds (Blue Note, 1967)